# 斯芬克斯島

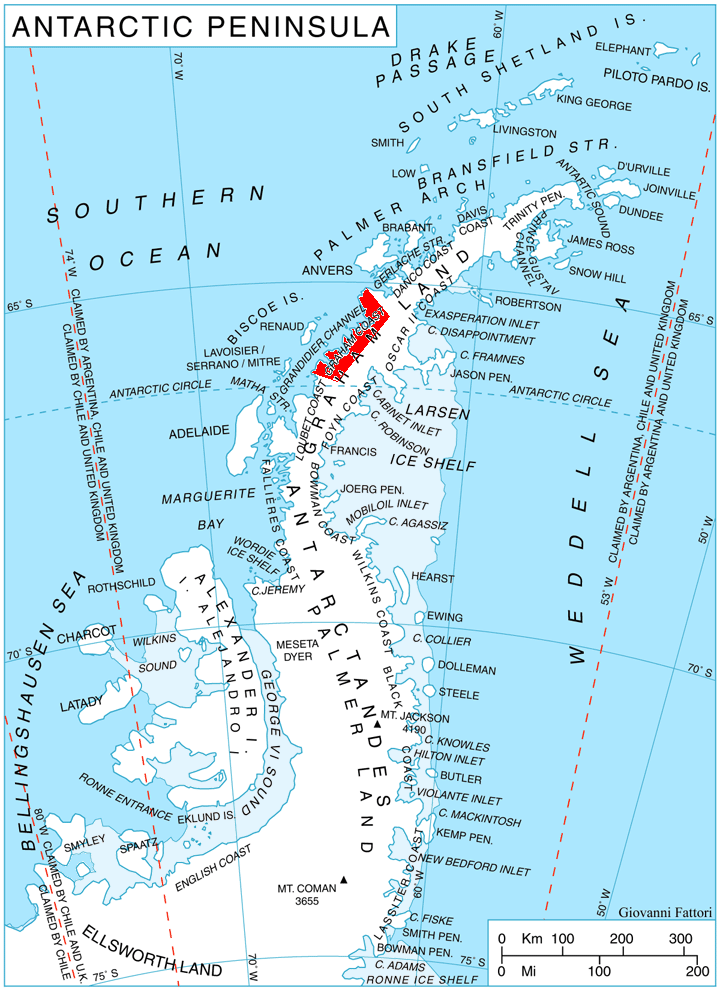

斯芬克斯島（英語：Sphinx Island），是南極洲的島嶼，位於葛拉漢地，處於洛基角以北的巴里拉里灣入口處，長3.7公里、寬1.9公里，由英國探險隊發現和命名，現時由南極條約體系管理。